# 红吸盘小树蛙
红吸盘小树蛙（学名：Philautus rhododiscus）为树蛙科小树蛙属的两栖动物，是中国的特有物种。分布于福建、广西等地。该物种的模式产地在广西瑶山。其种加词“rhododiscus”意为“红色的吸盘”。

## 保护
本种于2023年被收录入《有重要生态、科学、社会价值的陆生野生动物名录》。